# Bryaninops loki
Bryaninops loki är en fiskart som beskrevs av Larson, 1985. Bryaninops loki ingår i släktet Bryaninops och familjen smörbultsfiskar. Inga underarter finns listade.